# Jonsjö säteri
Jonsjö säteri var ett säteri i Veddige socken, Halland, men till skillnad från övriga socknen hörande till dåvarande Älvsborgs län.
Jonsjö gård är omnämnd 1300, eller 1304 under namnet Ionsryth. En timrad mangårdsbyggnad uppfördes 1685, ursprungligen målad i röd slamfärg och 1795 beklädd med brädpanel. 1815 uppfördes en frontespis i klassisk stil. Under slutet av 1700- och början av 1800-talet tillhörde säteriet släkten von Döbeln. Huvudbyggnaden byggdes om på 1910-talet och reveterades då.
1983 ansökte dåvarande ägaren om att få riva huvudbyggnaden, och trots försök att få den byggnadsminnesförklarad fullbordades rivningen. En fotografisk dokumentation av byggnaden företogs innan den revs.

## Ägare
- 1552 (ca) – Arild Grijs
- 1570 – Torkel Grijs
- 1600 – Mårten Grijs
- 1620 – Arvid Grijs
- 1650 (ca) – Arild Eriksson Grijs
- 1680 (ca) – Catharina Grijs
- 1720 (ca) – Christen Gathenhielm
- 1722 – Helena Catharina Utfall
- 1724 – Ernst Fredrik von Döbeln
- 1750 – Ernst Fredrik von Döbeln
- 1766 – Johan Jakob von Döbeln
- 1766 – Ernst Fredrik von Döbeln
- 1800 (ca) – Hygrell
- 1830 – Anders Fredrik Hygrell
- 1843 – Johan Henrik Hygrell
- 1866 – John Oskar Hygrell
- 1878 – Sven Håkansson
- 1882 – Viktor Sandberg
- 1903 – Mac H V Key
- 1914 – J A Johansson
- 1916 – Johan Larsson
- 1923 – Sven Alfred Carlsson
- 1941 – Ingolf Schander
- 1946 – Per-Olof Ahl (Kapp-Ahl)
- 1967 – Åke Nilsson
- 2004 – Anchalee Sensathien och Ulf Trolle